# Cyanea angustifolia
Cyanea angustifolia är en klockväxtart som först beskrevs av Adelbert von Chamisso, och fick sitt nu gällande namn av Wilhelm B. Hillebrand. Cyanea angustifolia ingår i släktet Cyanea, och familjen klockväxter. Inga underarter finns listade i Catalogue of Life.

## Bildgalleri

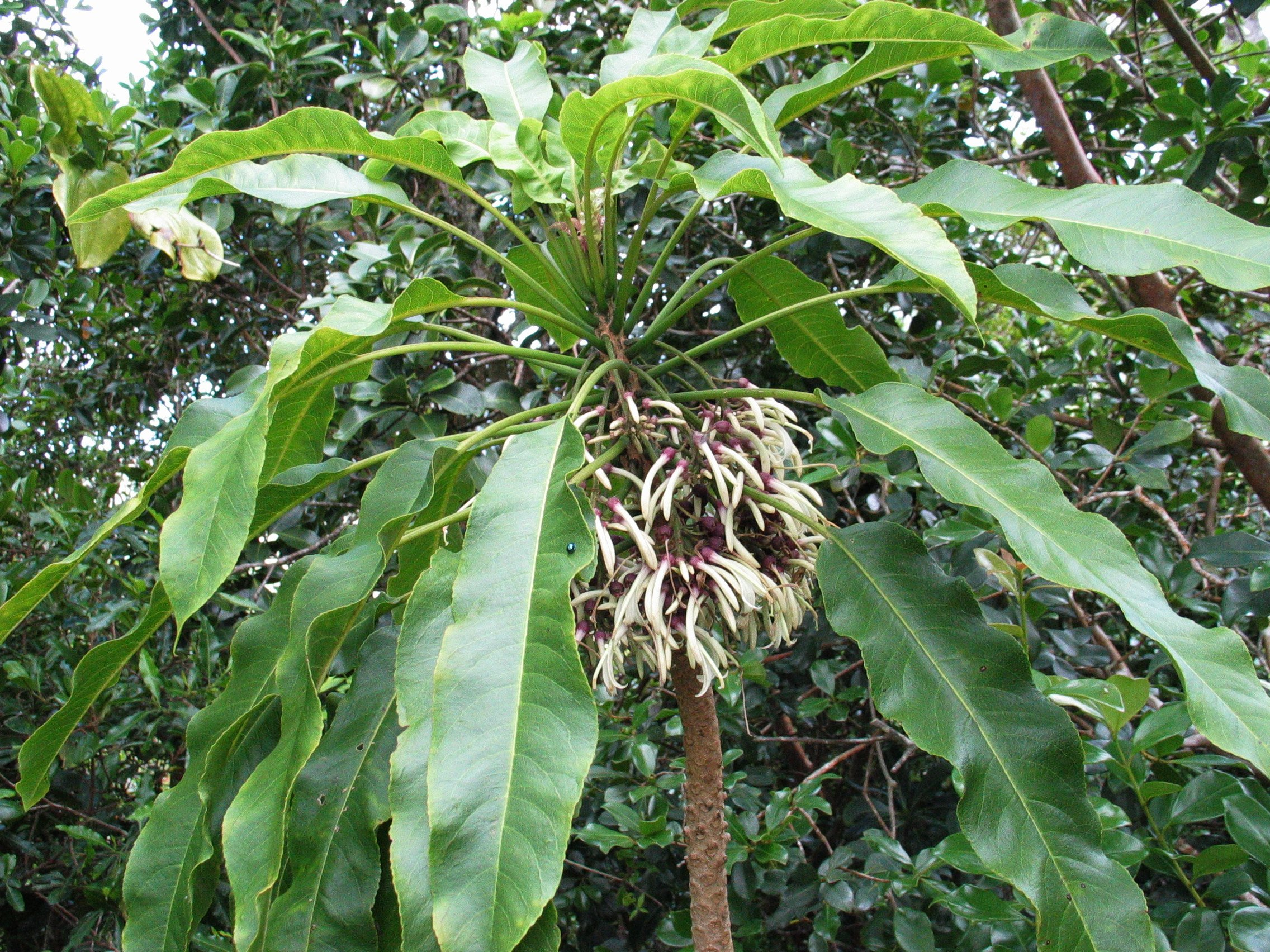